# ベルガ
ベルガ（Berga）は、スペイン・カタルーニャ州バルセロナ県のムニシピ（基礎自治体）。

## 地理
ベルガは、カタルーニャ中央盆地とピレネー山脈の準山系の谷に位置する。山脈から吹き下ろす北風に守られ、自治体域の南をリュブラガート川が流れている。マツやカシが自生している。

## 歴史
ティトゥス・リウィウスはカストゥルム・ベルギウム(Castrum Bergium)という古名でこの町を記している。715年以降にはアラブ人に占領され、キリスト教徒軍によって解放された10世紀にサルダーニャ伯領となった。1035年にカニグー山中の修道院に引退するまで、サルダーニャ伯ギフレ2世がベルガ領主であった。ベルガ領主がベルナルド・ギリェルモ伯の代で断絶すると、1117年にベルガは縁戚であるバルセロナ伯ラモン・バランゲー3世のものとなった。
1347年にはベルガで黒死病が大流行した。

## 経済
かつては鉱業と密接なつながりを持っていたが、18世紀から織物を中心とした繊維業が盛んである。農業ではウシやブタの飼育が盛んで、年に何回も市が開かれている。

## 史跡
- サン・ジュアン・デ・ベルガ教会 - 13世紀にできた聖ヨハネ騎士団の教会を前身とする。スペイン歴史文化財に指定されている。

## パトゥム
パトゥムは16世紀初頭にはすでに行われていた、キリスト聖体祭に行われる人形を用いた舞踊祭である。かつては、カトリック勢力とイスラーム勢力の戦い、大天使ミカエルと堕天使ルシファーの戦いなどを模した演劇的な祭礼だった。現在の祭礼のクライマックスには想像上のドラゴンであるギータの張り子人形が登場し、口から火を吹いて暴れ回る。実際に火を使っており火傷する恐れがあるため、住民は帽子・長袖シャツ・長ズボンを着用して参加する。2005年にはユネスコの無形文化遺産に登録された。

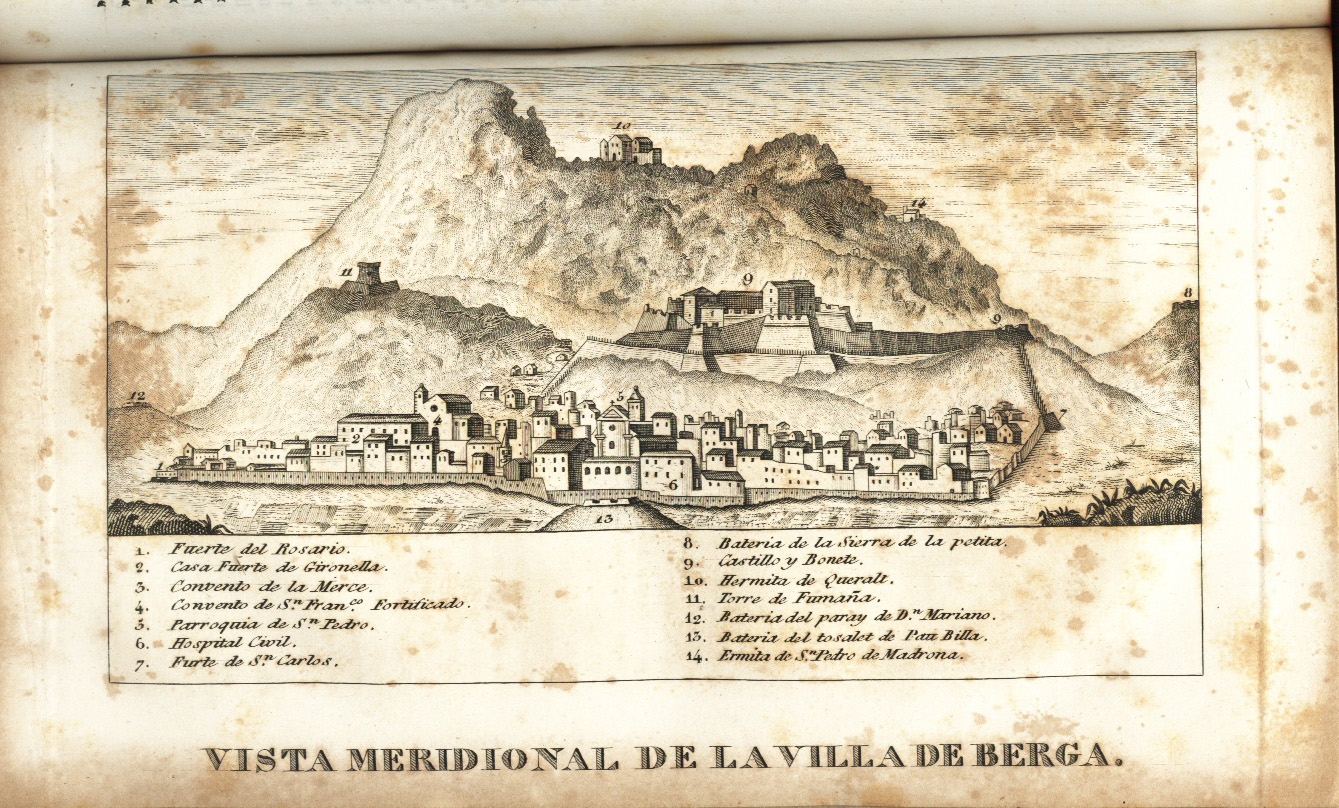
1847年に描かれたベルガ
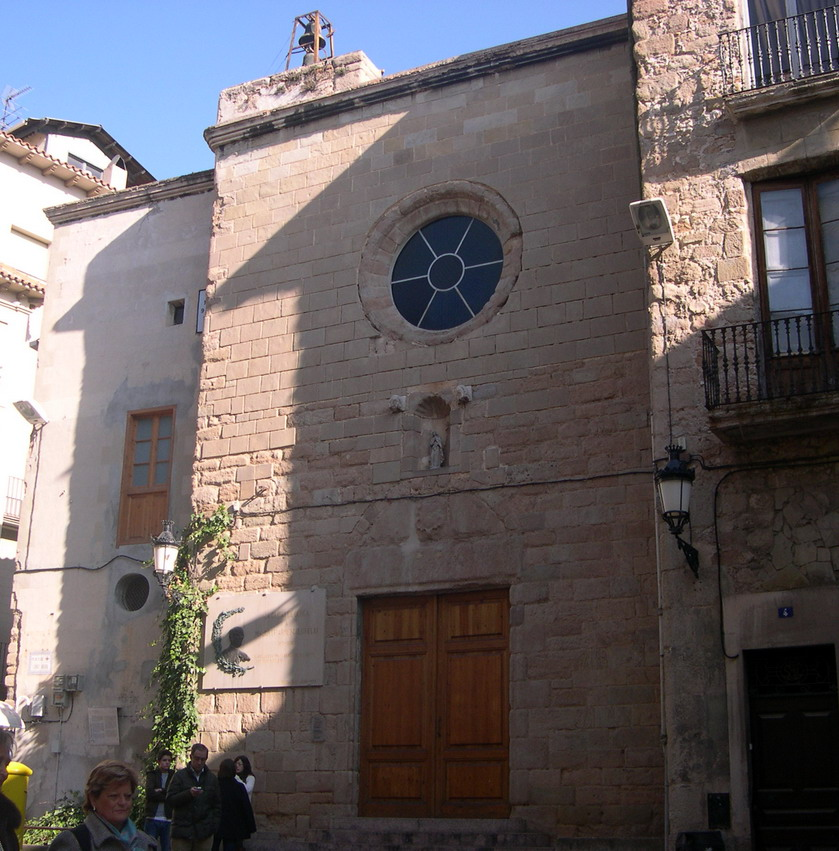
サン・ジュアン・デ・ベルガ教会
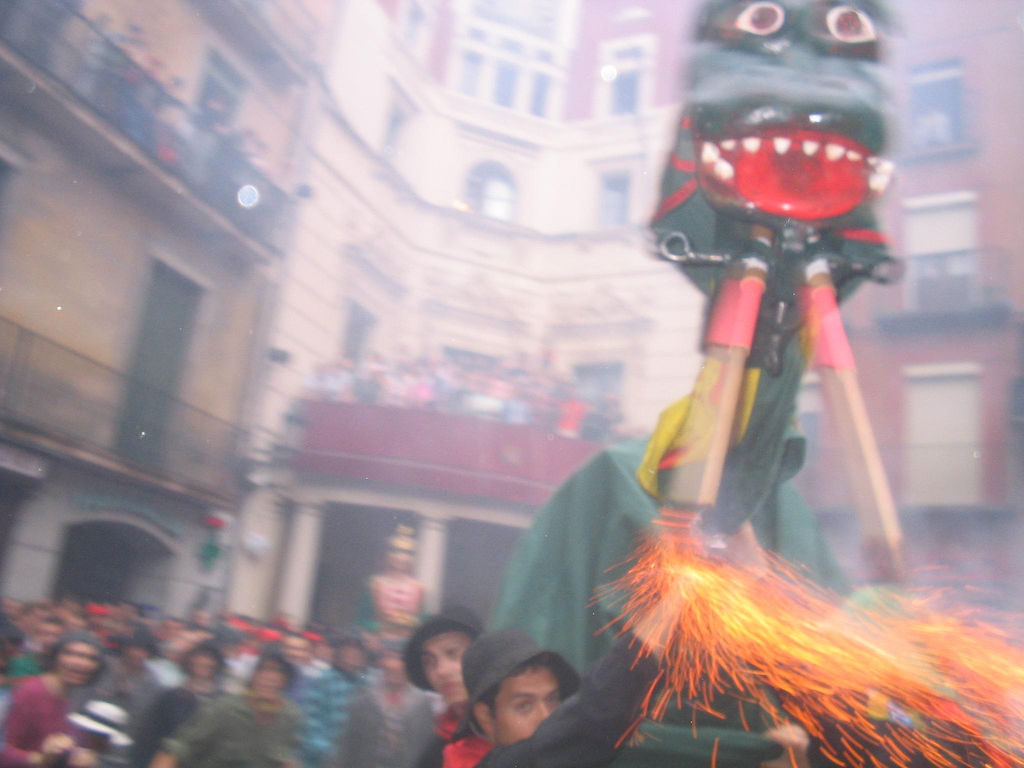
パトゥム

## 姉妹都市
- ゲルニカ、スペイン
- タラスコン＝シュル＝アリエージュ、フランス
- ヘーグビー（英語版）、スウェーデン